# Mittrevikholmen
Mittrevikholmen est une île norvégienne dans le comté de Hordaland. Elle appartient administrativement à Austevoll.

## Géographie
Rocheuse et couverte d'arbres, elle s'étend sur environ 106 m de longueur pour une largeur approximative de 75 m. 